# August Wilhelm Knoch
August Wilhelm Knoch est un naturaliste allemand, né le 3 juin 1742 à Brunswick et mort le 2 juin 1818 dans cette même ville.
Il enseigne à Brunswick et ses collections sont conservées au musée de zoologie de Berlin (l'actuel musée d'histoire naturelle de Berlin).
Publications:
- Beyträge zur Insektengeschichte Leipzig (Schwickert). 3 publications 1781, 1782, 1783.
- Neue Beyträge zur Insectenkunde Leipzig (Schwickert) 1801.